# Wapen van Quito

Wapen van Quito

Het wapen van Quito is het heraldische symbool dat deze Ecuadoriaanse stad vertegenwoordigt en het werd toegekend en uitgegeven door de Spaanse koning Karel I op 14 maart 1541. In de Real Cédula (koninklijke oorkonde) is het embleem aangegeven:
Een kasteel van zilver verscholen tussen twee heuvels of rotsen, met een kelder aan de voet van elk van hen groen, en ook op de top van dat kasteel een gouden kruis met zijn groene voet vastgehouden door twee zwarte adelaars gebarsten met goud, een aan de rechterhand en de andere aan de linkerkant, in vlucht gezet, allemaal in rood veld, en op de rand van een gouden koord van San Francisco in blauw veld.
Het kasteel is een symbool dat werd gebruikt door Castilië, een van de koninkrijken van Karel I en het koninkrijk dat meer gewicht had in Amerika, hoewel het ook vaak wordt gebruikt voor de weergave van een fort, ommuurde stad of stad van buitengewoon belang. De bergen, waarvan geen glazuur is gespecificeerd, tekenen, wanneer je het kasteel ertussen plaatst, een vallei en stellen zo de geografie van de stad voor, gelegen tussen de vulkaan Pichincha in het westen en andere heuvels, bergen en vulkanen in het oosten. Elke heuvel toont een cava (grot) die in verband kan worden gebracht met de mijnbouw, opmerkelijk aan het begin van de Spaanse aanwezigheid. Het kruis is een christelijk symbool dat over het kasteel is geplaatst en dat aan de voet wordt vastgehouden door twee zwarte adelaars. De adelaars zijn heraldische meubels die door Karel I werden gebruikt om zijn keizerlijke eigendom van het Heilige Roomse Rijk uit te beelden en die soms worden weergegeven als een en twee koppige of twee adelaars op zichzelf. De koninklijke oorkonde eindigt met een koord van Sint-Franciscus, de heilige waaraan de naam van de stad is gewijd, in goud op een azuurblauw veld.
Het ontwerp dat werd gebruikt door het stadsbestuur toont het schild vergezeld van een gegoten kaart versierd en gestempeld door een gouden helm. Deze versie werd aangenomen in 1944.